# Maurizio Di Maggio
Maurizio Di Maggio (Ivrea, 14 maggio 1959) è un disc jockey, conduttore radiofonico e viaggiatore italiano.

## Biografia
La sua carriera è iniziata nel 1976 da Radio Ivrea Canavese, per proseguire poi su altre emittenti piemontesi come Radio Piemonte Stereo di Biella, Radio Chivasso International e Radio Gran Paradiso di Valperga, delle quali è stato direttore; quindi T.R.E. di Ivrea, Radio Italia 1 di Torino, Radio Torino International ed infine Radio Reporter 93 fino ad aprile 1988. Si è poi trasferito nel Principato di Monaco e ha lavorato a Radio Monte Carlo.
La sua passione per i viaggi l'ha portato in giro per tutti e 5 i continenti; basandosi su queste esperienze ha inventato un format radiofonico che parla di viaggi e che ha via via perfezionato dal 1996 ad oggi.
Giornalista pubblicista dal 1980, è stato direttore responsabile di due testate radiofoniche e due magazine: Vita di Provincia e Canavese Top. Ha collaborato con Life Club e MC Magazine, e continua a collaborare con MontecarloIN e con il trimestrale in inglese Monaco Force One sui quali pubblicava i suoi articoli di viaggio. Ha collaborato per 10 anni con la TV del Centre de Presse de Monaco, realizzando una rubrica settimanale in lingua italiana, MC Info.
Dj in discoteca dal 1978, ha concluso la sua lunga carriera alla consolle del Jimmy'z di Monte Carlo, dopo aver lavorato sulle navi da crociera come animatore e dj assieme a Piero Chiambretti, Mario Zucca ed altri.
Si è occupato anche di numerose produzioni discografiche: nel 1982 ha pubblicato Space Operator dei 4M International per Goody Music. Il brano è stato ripreso e remixato nel 2021 da Donato Dozzy su etichetta Mr. Disco.
Nel 1984 con Disc8 ha pubblicato Fly To America della Red Gang, con la quale si è esibito nell'estate dello stesso anno a Drive In (Italia 1) e Discoring (Raiuno). Nel 1995, dopo un soggiorno a Londra durante il quale ha conosciuto Eddie Piller (Acid Jazz Records) e Gilles Peterson (Talkin' Loud Records), ha realizzato, con lo pseudonimo Ciconio, un album doppio intitolato Trip-Tik con la collaborazione di Paolo Ricca, pubblicato da Flying Records.
Durante la BIT 2005 ha ricevuto il Premio Colombo della Federalberghi, riservato ai giornalisti che si sono distinti nella promozione del turismo di prossimità.
Nel 2008 in occasione del concerto dei Mezzotono al Théâtre Princesse Grace nel Principato di Monaco è nata una amicizia con il gruppo vocale pugliese che porterà ad una piccola collaborazione con Radio Monte Carlo.
Il 15 giugno 2009 e il 19 giugno 2018 ha ricevuto il premio dell'ADUTEI - Associazione Delegati Uffici del Turismo Estero in Italia per la categoria radio.
Nell'ottobre 2021 Di Maggio si è aggiudicato la prima edizione del Travel Stories Award del GIST, Gruppo Italiano Stampa Turistica, nella categoria Udito per i racconti di viaggi nella sua trasmissione In viaggio con Di Maggio. Il premio è stato consegnato presso il Caffè Letterario durante il Salone del Libro di Torino 2021.
Il 7 settembre 2024 ha ricevuto ad Alghero il Premio Giornalistico Sardegna per la sezione Viaggi e turismo nell'ambito del Festival Genera 2024 e delle celebrazioni per i 100 anni della radio in Italia.